# غاري كاغيلماشير
غاري كاغيلماشير (بالإسبانية: Gary Kagelmacher) (21 أبريل 1988 بمونتفيدو في الأوروغواي - ) هو لاعب كرة قدم أوروغواني في مركز قلب الدفاع. شارك مع منتخب الأوروغواي تحت 17 سنة لكرة القدم ومنتخب الأوروغواي تحت 20 سنة لكرة القدم. أما مع النوادي، فقد لعب مع بيرسخوت إيه سي وريال مدريد كاستيا وريال مدريد ومكابي حيفا وميونخ 1860 ونادي دانوبيو ونادي فالينسيان ونادي موناكو.

## وصلات خارجية
- غاري كاغيلماشير على موقع الاتحاد الدولي (مؤرشف)  (الإنجليزية)
- غاري كاغيلماشير على موقع الاتحاد الأوربي (الإنجليزية)
- غاري كاغيلماشير على موقع قاعدة بيانات كرة القدم.إي يو (الإنجليزية)
- غاري كاغيلماشير على موقع ليكيب (الفرنسية)
- غاري كاغيلماشير على موقع Soccerway.com (الإنجليزية)
- غاري كاغيلماشير على موقع عالم كرة القدم.نت (الإنجليزية)
- غاري كاغيلماشير على موقع AS.com (الإسبانية)